# Kaarepere
Kaarepere är en ort i Estland. Den ligger i Palamuse kommun och landskapet Jõgevamaa, i den centrala delen av landet, 130 km sydost om huvudstaden Tallinn. Kaarepere ligger 85 meter över havet och antalet invånare är 334.
Terrängen runt Kaarepere är platt. Runt Kaarepere är det glesbefolkat, med 11 invånare per kvadratkilometer. Närmaste större samhälle är Jõgeva, 12,0 km nordväst om Kaarepere. I omgivningarna runt Kaarepere växer i huvudsak blandskog.